# Big Bang Is V.I.P
A Big Bang Is V.I.P vagy más néven Second Single a dél-koreai Big Bang együttes második kislemeze, mely 2006. szeptember 28-án jelent meg a YG Entertainment kiadásában. A lemez az év végi nemzeti slágerlistán a 44. helyen végzett 30 101 eladott példánnyal.

## Számlista
| 1.    | La La La                                  | Big Bang | Perry                              | Perry                    | 3:00 |
| 2.    | Ma Girl (Taeyang feat. G-Dragon & T.O.P.) | G-Dragon | Israel Dwaine Cruz                 | Israel Dwaine Cruz       | 3:52 |
| 3.    | V.I.P.                                    | Big Bang | G-Dragon, Kim Dohjon (Kim Do Hyun) | Kim Dohjon (Kim Do Hyun) | 3:04 |
| 4.    | La La La (Instrumentális)                 |          | Perry                              | Perry                    | 3:00 |
| 12:52 |                                           |          |                                    |                          |      |